# Sheriff Hill
Sheriff Hill – wieś w Anglii, w hrabstwie ceremonialnym Tyne and Wear, w dystrykcie metropolitalnym Gateshead. Leży 5 km na południowy wschód od centrum Newcastle i 394 km na północ od Londynu. Miejscowość liczy 9639 mieszkańców.